# Margarete Müller
Margarete Müller (ur. 18 lutego 1931 w Prudniku, zm. 12 października 2024 w Ferdinandshof) – niemiecka polityk, dawna członkini Rady Państwa Niemieckiej Republiki Demokratycznej i w latach 1963–1989 członkini Komitetu Centralnego Socjalistycznej Partii Jedności Niemiec (SED). Była kandydatem na członka Biura Politycznego SED do końca systemu jednopartyjnego.

## Życiorys
Urodziła się w Prudniku w rodzinie robotniczej. Po zakończeniu II wojny światowej wyjechała do Meklemburgii, gdzie zaczęła pracę jako kierowca traktora. W 1951 dołączyła do SED. Studiowała nauki rolnicze w Demmin i na Uniwersytecie w Leningradzie do 1958. Następnie pracowała na farmie niedaleko Galenbeck.
W styczniu 1963 Müller dołączyła do Komitetu Centralnego SED i została kandydatem do Biura Politycznego. Została również wybrana do Izby Ludowej. W 1971 została powołana do Rady Państwa, kolektywnej głowy państwa NRD. Odpowiadała za rolnictwo, leśnictwo i produkcję żywności. Prowadziła Kooperative Abteilung Pflanzenproduktion (1972–1976) i Agrar-Industrie-Vereinigung (1976).
Müller zrezygnowała z pełnionych funkcji wraz z całym Biurem Politycznym w 1989 po zburzeniu Muru Berlińskiego i z członkostwa w Radzie Państwa i Volkskammer w styczniu 1990. Została wyrzucona z SED-PDS.

## Odznaczenia
- Srebrny Order Zasługi dla Ojczyzny (1964)
- Order Sztandaru Pracy (1969)
- Order Karla Marksa (1974)
- Złoty Order Zasługi dla Ojczyzny (1981)
- Medal Klary Zetkin
- Medal Zasługi dla NRD(inne języki)
- Złoty Medal Artura Beckera(inne języki)